# С. Л. Р. Джеймс
Сирил Лайънъл Робърт Джеймс (4 януари 1901 – 31 май 1989), който понякога пише под псевдонима Дж. Р. Джонсън, е историк, журналист, троцкистки активист и писател марксист от Тринидад и Тобаго. Неговите произведения са влиятелни в различни теоретични, социални и историографски контексти. Творчеството му е основен елемент на марксизма и той фигурира като пионер и влиятелен глас в постколониалната литература. Неуморен политически активист, Джеймс е автор на произведението от 1937 г. Световна революция, очертаващо историята на Комунистическия интернационал, което предизвика дебат в троцкистките кръгове, а през 1938 г. той пише за Хаитянската революция, Черните якобинци.
Роден е през 1901 г. в Тринидад и Тобаго. През 1932 г. Джейс се мести в малкото английско градче Нелсън. Година по-късно той се мести да живее в Лондон. На следващата година се присъединява към троцкистка група. Характеризиран от един литературен критик като „антисталинистки диалектик“, Джеймс е известен със своята автодидактичност, със своето случайно писане на драматургии и фантастика – представянето на неговата пиеса от 1934 г. Тусен Лувертюр е първият път, в който чернокожи професионални актьори участват в продукция, написана от чернокож драматург в Обединеното кралство. Неговата книга от 1936 г. Minty Alley е първият роман на чернокож западен индиец, публикуван във Великобритания – и то като запален спортист. Той пише и за крикет, а книгата му от 1963 г. Beyond a Boundary, която той самият описва като „нито спомени за крикет, нито автобиография“, обикновено се определя като най-добрата книга за крикет и дори най-добрата книга за спортове, писана някога в човечеството. Джейс умира на 31 май 1989 г. на 88-годишна възраст.   

## Архив
Колекции от документи на С. Л. Р. Джеймс се съхраняват в библиотеката „Алма Джордан“ на Университета на Западна Индия, Сейнт Августин, Тринидад, и в библиотеките на Колумбийския университет.
Duke University Press публикува поредицата The CLR James Archives, редактирана от Робърт А. Хил, литературен изпълнител на наследството на CLR James, издавайки нови издания на книги на Джеймс, както и научни изследвания на неговото творчество.